# Rhaphidophora deusta
Rhaphidophora deusta är en insektsart som beskrevs av Brunner von Wattenwyl 1888. Rhaphidophora deusta ingår i släktet Rhaphidophora och familjen grottvårtbitare. Inga underarter finns listade i Catalogue of Life.